# Ізоціанати
Ізоціана́ти (рос. изоцианаты, англ. isocyanates) — органічні сполуки, похідні ізоціанатної кислоти HN=C=O, яка є таутомером ціанатної кислоти HOC≡N. Сполуки містять ізоціанатну групу -N=C=O ↔ -N+C-O-, яка майже лінійна. Сполуки з двома ізоціанатними групами називаються діізоціанатами. Належать до класу гетерокумуленів.
Проявляють слабкі осно́вні властивості, їхнє протонування відбувається по атому Оксигену. Дають латентні продукти приєднання нуклеофільних реагентів NuH до зв'язку CN (так звані блоковані ізоціанати), які здатні вивільняти компоненти при нагріванні. Для ізоціанатів характерні реакції циклоприєднання, полімеризації.